# ピート・フェルハールト
ピート・フェルハールト（Piet Verhaert、Pieter Verhaertや Petrus Josephus Verhaert とも、1852年2月25日 - 1908年8月4日）は、ベルギーの画家、版画家である。当時の既成の美術に対抗して結成された「20人展」などのグループのメンバーであった。人物画や風景画を描いた。

## 略歴
アントウェルペンで生まれた。アントウェルペン美術アカデミーで初め彫刻を学ぶが、絵画に転じ、ジョゼフ・ヴァン・レリウス（1823-1876）らに学んだ。仲間の学生のヤン・ファン・ベールス（1852-1927）が率いる若い美術家グループの一員となった。このグループには彫刻家のジェフ・ランボー（Jef Lambeaux: 1852–1908）らがいて、揃って古風な衣装で街を歩くなど奇矯な行動で知られていた。
オランダやイタリアを旅した。1873年のアントウェルペンの展覧会でデビューし、1876年はパリに滞在した。1882年から1883年にかけてスペインを旅し、17世紀の画家、ディエゴ・ベラスケスの作品を模写して修行した。
ヤン・ストバーツやシャルル・ヴェルラといった多くのメンバーとともに1880年にアントウェルペン版画家協会（l'Association des aquafortistes anversois）の創立メンバーとなった。
1883年にアカデミーの保守的な審査に反対する芸術家によってブリュッセルで設立された美術家協会である「20人展」のメンバーになった。「20人展」は、展覧会で、ポール・シニャックやオーギュスト・ロダン、カミーユ・ピサロ、ウォルター・シッカート、ジェームズ・マクニール・ホイッスラー、ポール・セザンヌといった国外の芸術家の作品を紹介した 。
1891年2月にアントウェルペンに設立された「De XIII（13人展）」の共同創設者の1人になり、「13人展」は1899年まで存在し、その間、3回の展覧会を開いた。
1886年からアントウェルペン美術アカデミーで教えはじめ、1897年にピーター・ファン・ハーフェルマート（Pieter Van Havermaet:1834-1897）の後任として,人物画や素描などを教えた。1892年から1908年の間、アントウェルペン州議会の議員も務めた。
1908年に隣人と土地のの問題で激しい口論になり、脳卒中の発作を起こし、ウェスト＝フランデレン州のオーストダインケルケ（Oostduinkerke）で亡くなった。

## 作品

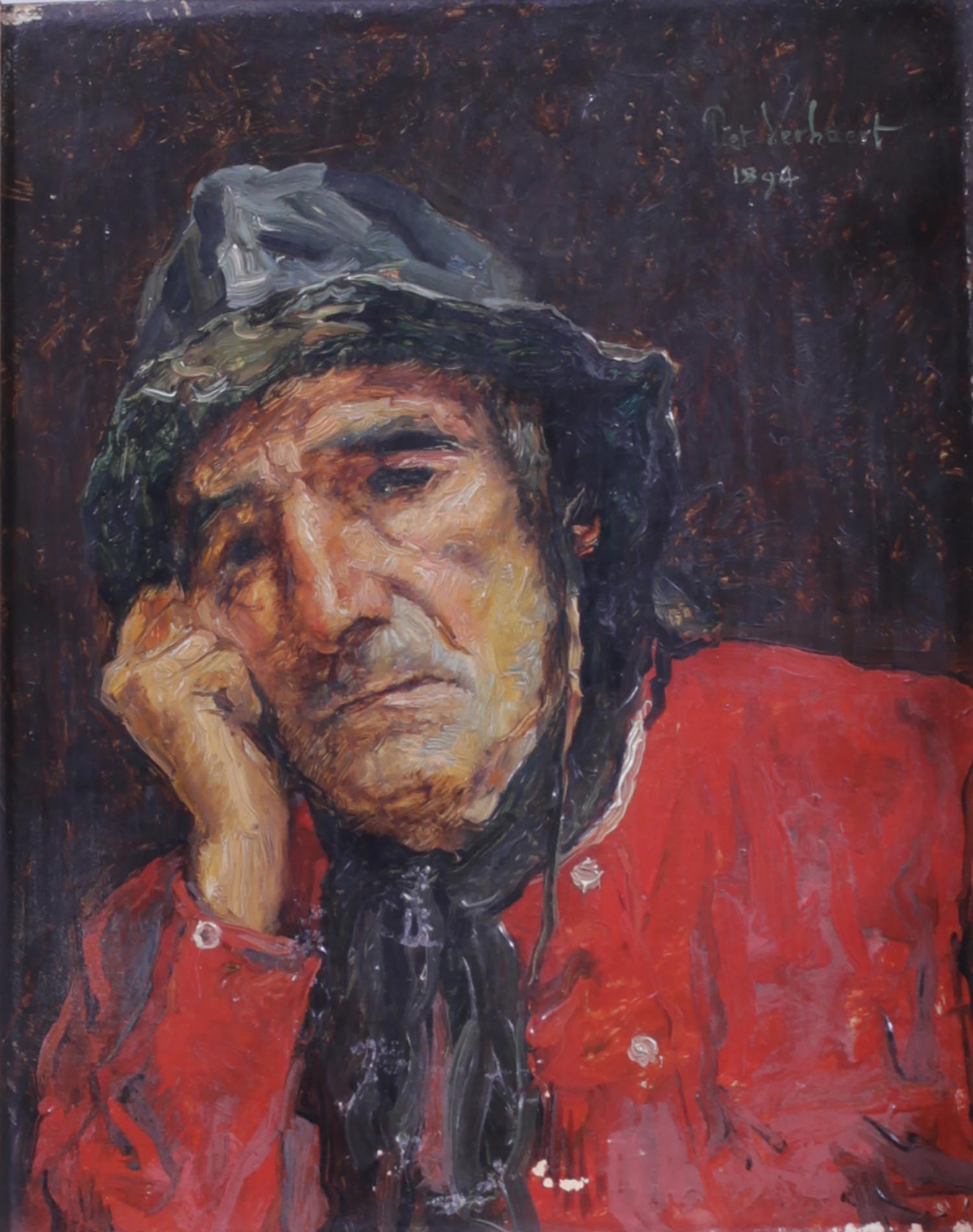
年老いた漁師(1894) Brussels City Museum
街の風景(1880) アントワープ王立美術館
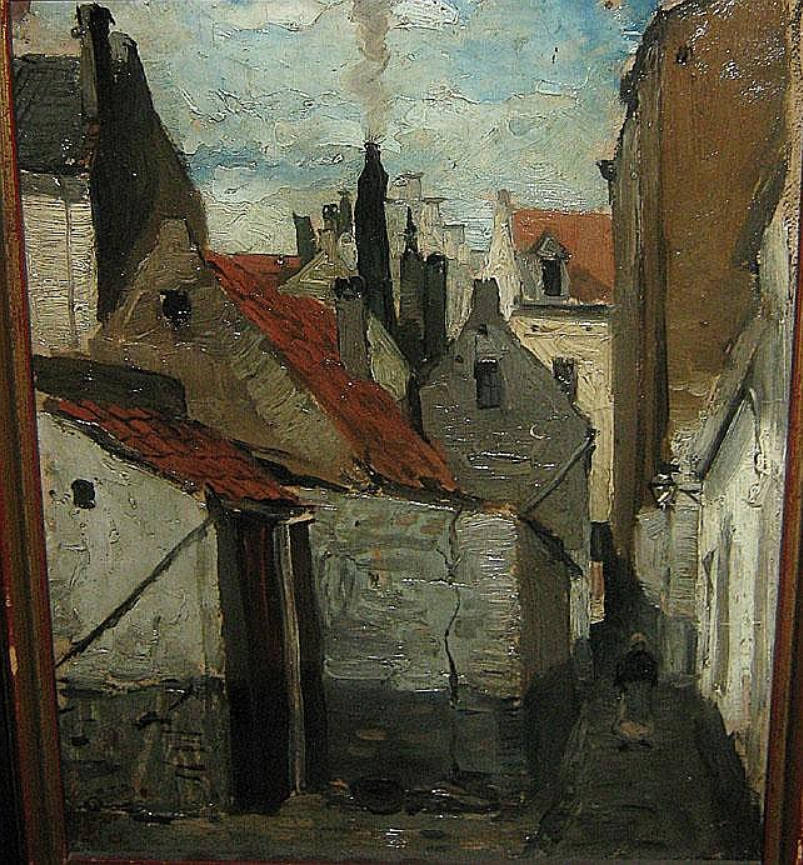
アントウェルペンの街
母親の肖像画 アントワープ王立美術館

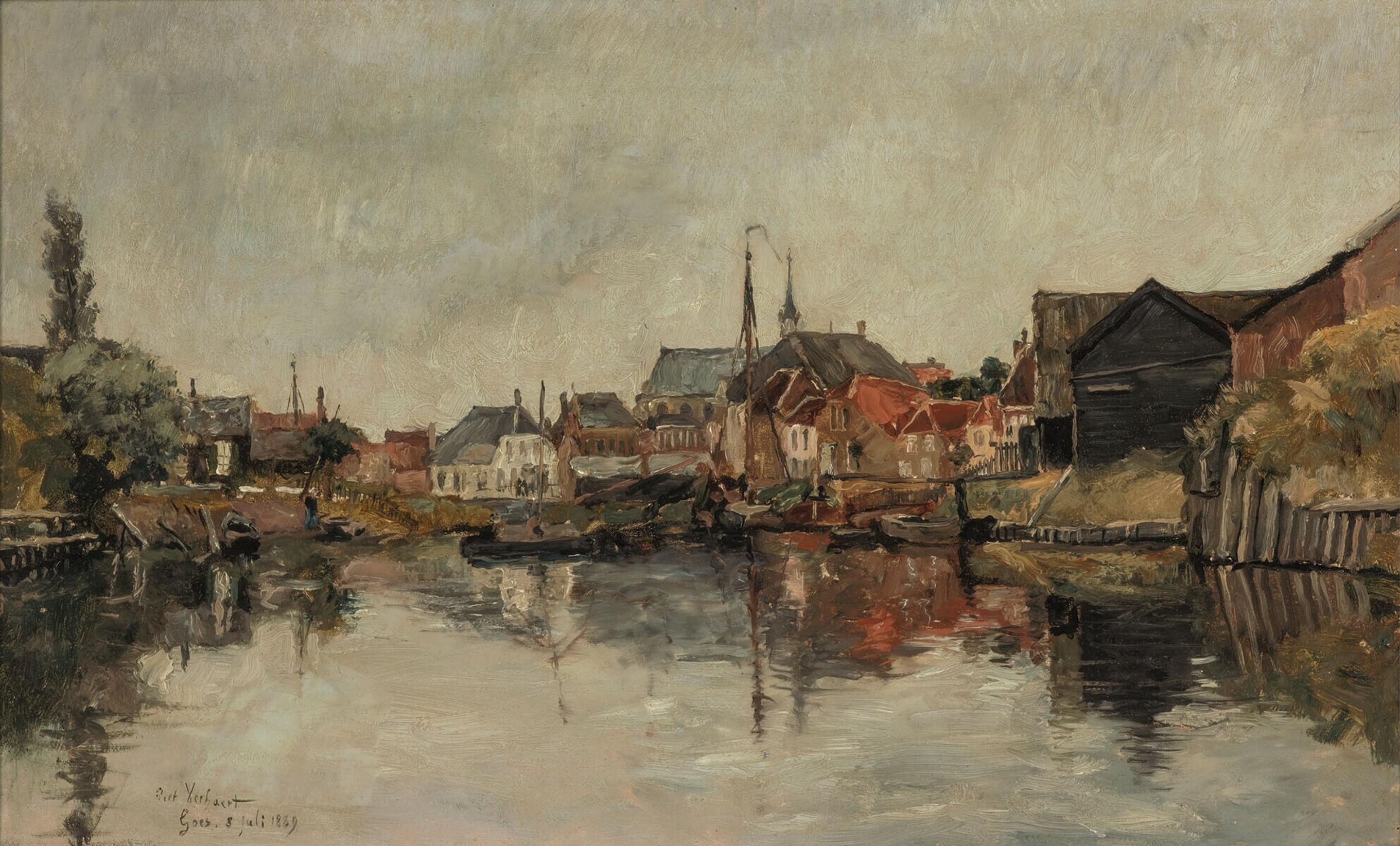
フス(Goes)の港 ボイマンス・ヴァン・ベーニンゲン美術館
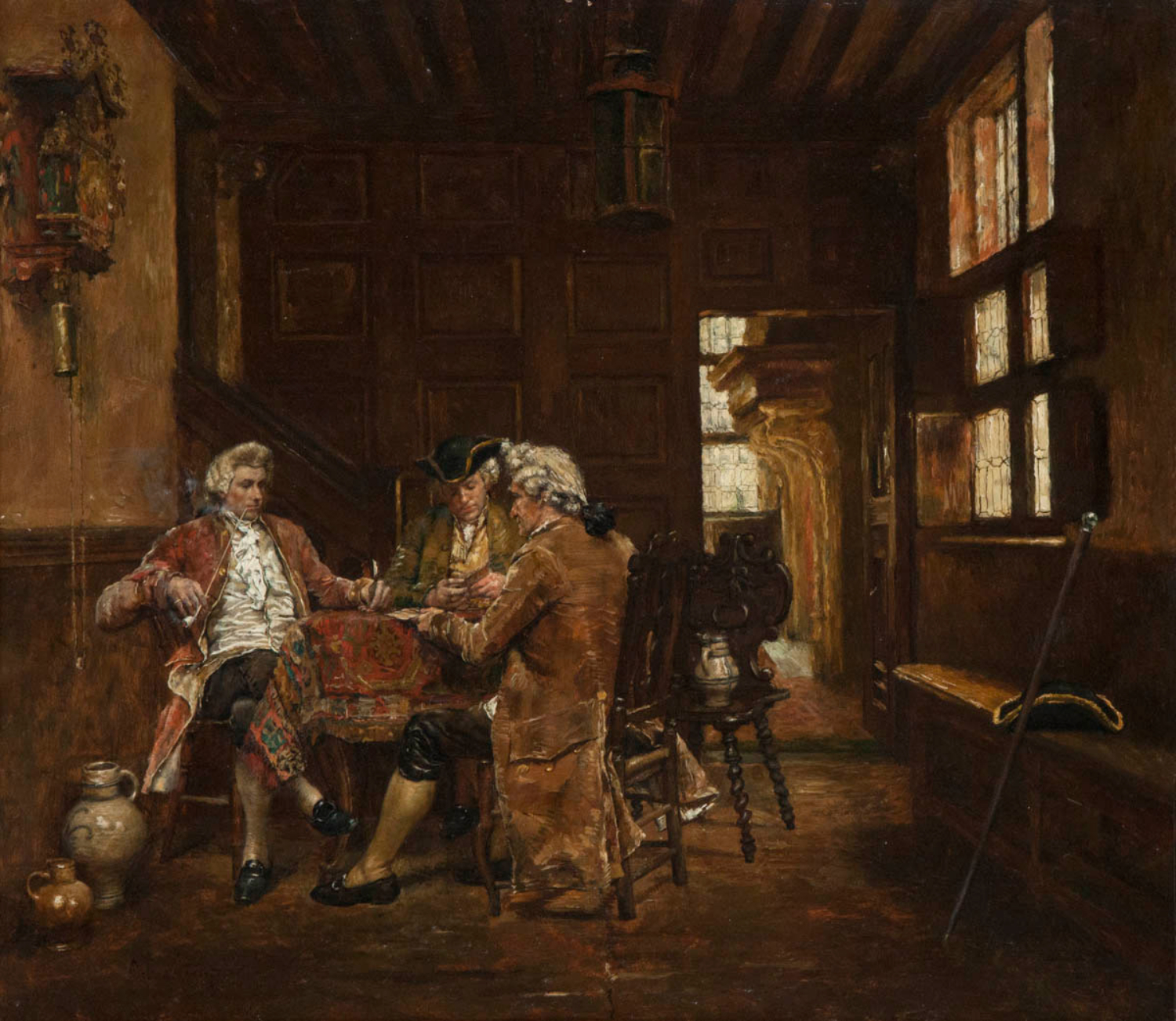
カード遊び(1892)
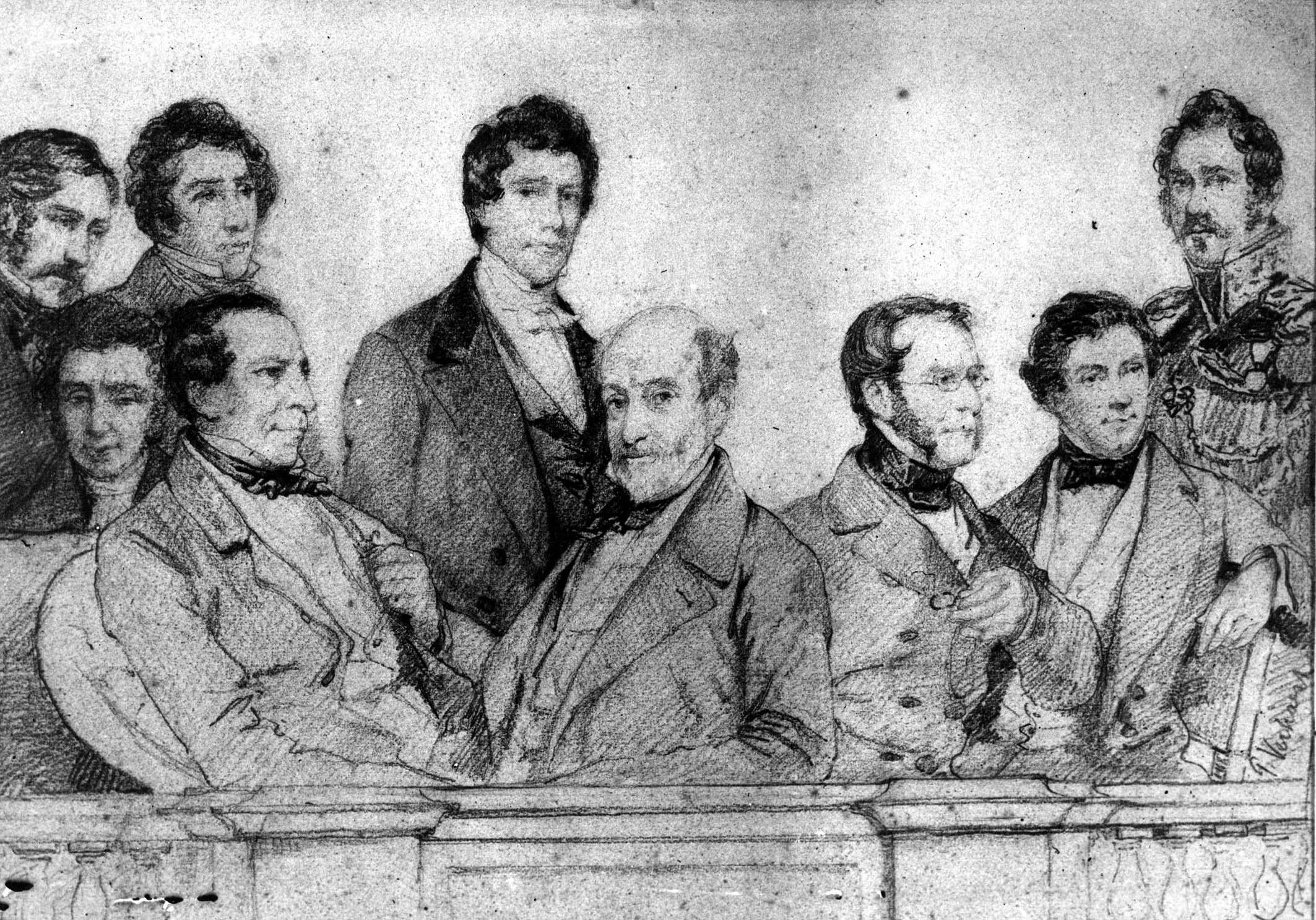
版画作品「1830年のベルギー臨時政府」